# بيت الشطاري (الطويلة)

تعديل مصدري - تعديل

بيت الشطاري هي إحدى قرى عزلة بني سري بمديرية الطويلة التابعة لمحافظة المحويت، بلغ تعداد سكانها 237 نسمة حسب تعداد اليمن لعام 2004.